# Sorry (песня Джастина Бибера)
«Sorry» — сингл канадского певца Джастина Бибера с его четвёртого студийного альбома Purpose. «Sorry» был выпущен лейблом Def Jam Recordings как лид-сингл 22 октября 2015. Видео на песню на его YouTube-канале за первую неделю набрало 40 миллионов просмотров, а на апрель 2023 года имеет более 3,6 млрд просмотров. Сингл возглавил американский чарт «Billboard + Twitter Top Tracks» и британский UK Singles Chart и стал № 1 в США (Billboard Hot 100).

## История
18 октября 2015 года Бибер анонсировал выход новой песни «Sorry» с продюсером Skrillex, с которым они ранее делали хит «Where Are U Now», и вместе с продюсером Blood Diamonds. 19 октября в промоушинге и превью видео «Sorry» участвовали актёр Кинг Бах и первая леди Мишель Обама. 21 октября 2015 года Бибер представил акустический 13-секундный семпл этой песни.
В музыкальном плане песня «Sorry» представляет собой стиль Тропикал-хаус. Песня включает «плавные, но зажигающие ритмы электронной танцевальной музыки и звуки рожков». Грасья Бьянка из журнала Idolator проводит параллели между «Sorry» и предыдущей песней «What Do You Mean?», разделяющими «сходный тропический поп-курс мелодии» и находит, что они «содержат несколько брызг сладкого, пляжного и танцпольного набора вдохновляющих нот». Лирически, песня представляет собой мольбу «за возможность извиниться перед неопознанным любовником».
«Латиноамериканский ремикс» на песню с участием колумбийского певца Джей Бальвина был выпущен по всему миру 6 ноября 2015 года.

## Коммерческий успех
7 ноября сингл «Sorry» дебютировал на позиции № 1 в американском чарте «Billboard + Twitter Top Tracks» (второй в этом новом, запущенным в 2014 году твиттеровском хит-параде чарттоппер Джастина, первым был сингл «What Do You Mean?»). Это позволило Биберу 16-неделю подряд возглавлять чарт активности в социальных сетях Social 50.
23 января 2016 года хит-парад впервые возглавил хит «Sorry». Причём, произошло это после 8 недель нахождения на позиции № 2 (дебютировал он там 14 ноября вместе с «Hello» на первом месте): этот рекордный показатель ранее принадлежал песни «The Way You Move» (OutKast при участии Sleepy Brown; 8 недель № 2 в 2003—2004). «Sorry» это 2-й чарттопер Бибера подряд после «What Do You Mean?», который был № 1 в сентябре 2015 года. «Sorry» стал 1049-м хитом № 1 за всю 57-летнюю историю американского хит-парада Hot 100. Одновременно он возглавляет чарты Streaming Songs (4 недели № 1), On-Demand Songs (8 недель № 1), Rhythmic Songs, Radio Songs (7 недель № 1). Другая песня Бибера «Love Yourself» возглавила чарт Digital Songs.
К 2 апреля 2016 года сингл «Sorry» пробыл 21 неделю в Top-10 Billboard Hot 100, что стало рекордным показателем для всех хитов в истории, дебютировавших сразу в десятке лучших. Ранее так долго (по числу недель подряд) продержались среди лучших десяти синглов такие хиты-дебютанты как «What Do You Mean?» (Justin Bieber, 2015-16), «Sugar» (Maroon 5 (2015), «Starships», (Ники Минаж, 2012), все также по 21 неделю.
К февралю 2016 года сингл «Sorry» был продан в количестве 2 млн копий в США.

## Отзывы
Сингл получил положительные отзывы музыкальной критики и интернет-изданий, например, таких, как Jezebel, Consequence of Sound, Spin, USA Today, Los Angeles Times, Time, Vulture.com.
Песня получила одобрение критиков. Лия Гринблатт из Entertainment Weekly отметила, что песня была «приглушена для максимальной аэродинамики, вокал сдобрен ментолом и подслащен мазком баса здесь, змеиной линией синтезатора там». Энди Келлман из AllMusic назвал песню одним из главных моментов альбома, отметив ее и «What Do You Mean?» как треки, которые «показали его более глубокую связь со своим материалом и то, что да, он превращается из исполнителя в артиста». Брэд Нельсон из Pitchfork также отметил обе песни как «яркие тропические хаус-треки, которые звучат как солнечный свет, стекающий по пальмовым листьям. Голос Бибера часто напоминает дыхание, невыразительно пропущенное через ноты; здесь же он позволяет ему невесомо падать через текстуры. Это его лучшие выступления на сегодняшний день, позволяющие ему проявить ритмическую игривость, не передавая ни йоты внятных эмоций». Маэв Макдермотт из USA Today написала: «„Sorry“ — такой же ушной червь, как и его предыдущий сингл „What Do You Mean?“, с тем же летним неоновым оттенком электронного производства». По мнению Бьянки Грейси из Idolator, песня «на несколько ступеней выше своего предшественника» благодаря «сочетанию танцевального стиля и продолжающегося тренда его „come hither“ непринужденного вокала», считая ее «одной из тех, которым нет равных в этом году».

### Итоговые списки
| Публикация         | Список                                     | Ранг | Ссылка |
| ------------------ | ------------------------------------------ | ---- | ------ |
| Billboard          | Billboard’s 25 Best Songs of 2015          | 9    | [ 25 ] |
| Complex            | The Best Songs of 2015                     | 15   | [ 26 ] |
| The New York Times | The Best Songs of 2015 (by Jon Caramanica) | 11   | [ 27 ] |
| USA Today          | The 50 best songs of 2015                  | -    | [ 28 ] |
| Village Voice      | Pazz & Jop                                 | 39   | [ 29 ] |

## Музыкальное видео
Танцевальное музыкальное видео для сингла «Sorry» впервые вышло 22 октября 2015 года. Видео и хореографию с участием танцоров из известной новозеландской танц-группы ReQuest Dance Crew (Новая Зеландия) и танцоров Royal Family Dance Crews, было поставлено режиссёром и знаменитым хореографом Пэррис Гобель (Parris Goebel, она лидер группы ReQuest Dance Crew, которая с ней трижды становилась чемпионом мира). Видеоклипу было изначально предназначено быть лишь фоном для лирического видео (то есть с текстом для подпевания), но в конце концов осталось танцевальным клипом. Режиссёр, описывая своё видео как «яркое, солнечное и ритмичное», сказал: «[Мы хотели] просто придать ему больше жизни. Мы исходили из образа 90-х годов. Я и двое моих друзей попытались стилизовать этот старый стиль, сделали собственный макияж. Большинство идей и костюмов взяли из моего шкафа. И соединили всё, что имели воедино».

## Чарты
| Чарт (2015-16)                                               | Высшая позиция |
| ------------------------------------------------------------ | -------------- |
| Argentina (Monitor Latino) Remix featuring J Balvin          | 10             |
| Австралия (ARIA)                                             | 2              |
| Австрия (Ö3 Austria Top 40)                                  | 2              |
| Бельгия/Фландрия (Ultratop 50)                               | 2              |
| Бельгия/Валлония (Ultratop 50)                               | 3              |
| Brazil Airplay (Billboard Brasil)                            | 6              |
| Канада (Billboard Canadian Hot 100)                          | 1              |
| Чехия (Rádio — Top 100)                                      | 9              |
| Чехия (Singles Digitál Top 100)                              | 1              |
| Colombia (National-Report) Remix featuring J Balvin          | 6              |
| Дания (Tracklisten)                                          | 1              |
| Dominican Republic (Monitor Latino) Remix featuring J Balvin | 7              |
| Финляндия (Suomen virallinen lista)                          | 2              |
| Франция (SNEP)                                               | 4              |
| Германия (GfK)                                               | 3              |
| Венгрия (Rádiós Top 40)                                      | 26             |
| Венгрия (Single Top 40)                                      | 4              |
| Iceland (RÚV)                                                | 28             |
| Ирландия (IRMA)                                              | 1              |
| Италия (FIMI)                                                | 3              |
| Япония (Billboard Japan Hot 100)                             | 23             |
| Lebanon (Lebanese Top 20)                                    | 8              |
| Mexico Streaming (AMPROFON)                                  | 1              |
| Нидерланды (Dutch Top 40)                                    | 1              |
| Нидерланды (Single Top 100)                                  | 1              |
| Новая Зеландия (Recorded Music NZ)                           | 1              |
| Норвегия (VG-lista)                                          | 2              |
| Польша (Polish Airplay Top 100)                              | 29             |
| Португалия (AFP)                                             | 1              |
| Шотландия (OCC Scotland)                                     | 1              |
| Словакия (Rádio — Top 100)                                   | 38             |
| Словакия (Singles Digitál Top 100)                           | 1              |
| Slovenia (SloTop50)                                          | 23             |
| ЮАР (EMA)                                                    | 1              |
| South Korea International (Gaon)                             | 13             |
| Spain (PROMUSICAE)                                           | 1              |
| Швеция (Sverigetopplistan)                                   | 1              |
| Швейцария (Schweizer Hitparade)                              | 2              |
| Великобритания (OCC UK Singles)                              | 1              |
| США (Billboard Hot 100)                                      | 1              |
| США (Billboard Adult Contemporary)                           | 11             |
| США (Billboard Adult Pop Airplay)                            | 3              |
| США (Billboard Dance Club Songs)                             | 1              |
| США (Billboard Dance/Mix Show Airplay)                       | 1              |
| США (Billboard Latin Pop Airplay)                            | 6              |
| США (Billboard Pop Airplay)                                  | 1              |
| США (Billboard R&B/Hip-Hop Airplay)                          | 34             |
| США (Billboard Rhythmic)                                     | 1              |

| Чарт (2015)                          | Позиция |
| ------------------------------------ | ------- |
| Australia (ARIA)                     | 16      |
| Austria (Ö3 Austria Top 40)          | 59      |
| Belgium (Ultratop 50 Flanders)       | 86      |
| Canada (Canadian Hot 100)            | 67      |
| Denmark (Tracklisten)                | 21      |
| Germany (Official German Charts)     | 52      |
| Italy (FIMI)                         | 73      |
| Netherlands (Dutch Top 40)           | 53      |
| New Zealand (Recorded Music NZ)      | 14      |
| Sweden (Sverigetopplistan)           | 36      |
| Switzerland (Schweizer Hitparade)    | 64      |
| UK Singles (Official Charts Company) | 10      |

| Чарт (2016)                          | Позиция |
| ------------------------------------ | ------- |
| Argentina (CAPIF)                    | 1       |
| Argentina (Monitor Latino)           | 23      |
| Australia (ARIA)                     | 31      |
| Austria (Ö3 Austria Top 40)          | 54      |
| Belgium (Ultratop 50 Flanders)       | 46      |
| Belgium (Ultratop 50 Wallonia)       | 50      |
| Brazil Airplay (Billboard Brasil)    | 1       |
| Canada (Canadian Hot 100)            | 1       |
| Denmark (Tracklisten)                | 16      |
| Germany (Official German Charts)     | 48      |
| Israel (Media Forest)                | 12      |
| Italy (FIMI)                         | 16      |
| Japan (Japan Hot 100)                | 42      |
| Netherlands (Single Top 100)         | 12      |
| New Zealand (Recorded Music NZ)      | 7       |
| Spain (PROMUSICAE)                   | 5       |
| Sweden (Sverigetopplistan)           | 24      |
| Switzerland (Schweizer Hitparade)    | 20      |
| UK Singles (Official Charts Company) | 16      |
| US Billboard Hot 100                 | 2       |
| US Adult Contemporary (Billboard)    | 20      |
| US Adult Top 40 (Billboard)          | 24      |
| US Latin Pop Songs (Billboard)       | 25      |
| US Mainstream Top 40 (Billboard)     | 8       |
| Venezuela English (Record Report)    | 1       |

| Чарт                 | Позиция |
| -------------------- | ------- |
| US Billboard Hot 100 | 239     |

## Сертификации
| Регион | Сертификация  | Продажи   |
| --- | ------------- | --------- |
| Австралия (ARIA) | 4× Платиновый | 280 000   |
| Бельгия (BEA) | 2× Платиновый | 40 000    |
| Канада (Music Canada) | 7× Платиновый | 560 000*  |
| Дания (IFPI Danmark) | 3× Платиновый | 180,000^  |
| Франция (SNEP) | Бриллиантовый | 250,000   |
| Германия (BVMI) | Золотой       | 200 000   |
| Италия (FIMI) | 5× Платиновый | 250 000   |
| Япония (RIAJ) | Золотой       | 100 000^  |
| Новая Зеландия (RMNZ) | 5× Платиновый | 75 000*   |
| Испания (PROMUSICAE) | 5× Платиновый | 200 000   |
| Швеция (GLF) | 8× Платиновый | 320 000   |
| Великобритания (BPI) | 5× Платиновый | 3 000 000 |
| США (RIAA) | 7× Платиновый | 7,000,000 |
| * Данные о продажах приведены только на основе сертификации. · ^ Данные о тиражах приведены только на основе сертификации. · Данные о продажах + прослушиваниях приведены только на основе сертификации. |               |           |